# Paraninfo da Universidade do País Basco
O Paraninfo da Universidade do País Basco (em basco: Euskal Herriko Unibertsitateko paraninfoa) é um edifício desenhado pelo arquiteto português Álvaro Siza Vieira situado na zona de Abandoibarra de Bilbau, no País Basco espanhol. Foi inaugurado a 20 de setembro de 2010.
Batizado Bizkaia Aretoa (Sala Biscaia) pela Universidade do País Basco (UPV/EHU) alberga o salão de atos da universidade (designada paraninfo em castelhano). Dispõe de um auditório para 500 pessoas, uma loja da UPV, salas de conferências e as instalações da reitoria da universidade.
Complementa a Nova Biblioteca da Universidade de Deusto, desenhada por Rafael Moneo. Com planta em forma de L, a fachada principal é coberta de azulejos cinzentos artesanais, que mudam de cor conforme a luz do dia, sendo o resto em mármore branco.  Começou a ser construído em 2008, tendo custado 38 milhões de euros. É propriedade da Bilbao Bizkaia Kutxa (BBK), mas foi oficialmente cedido até 2014 à UPV .
Além da biblioteca, rodeiam o edifício a Torre Iberdrola, o Museu Guggenheim e a Praça Euskadi.